# Рейн, Торбен
Торбен Бьярне Рейн (нем. Torben Bjarne Rhein; родился 12 января 2003 года в Берлине, Германия) — немецкий футболист, центральный полузащитник нидерландского клуба «Эммен».

## Клубная карьера
Торбен играл в молодёжной команде «Герты», откуда перешёл в «Баварию». Начал свою карьеру в фарм-клубе «Бавария II». Летом 2022 года был арендован на два сезона австрийским клубом «Аустрия» из города Лустенау. Дебютировал в австрийской Бундеслиге 24 июля 2022 года.

## Международная карьера
Торбен выступал за молодёжные сборные Германии до 15, 16 и 17 лет.